# Mokrýš vstřícnolistý
Lomikámen vstřícnolistý (Chrysosplenium oppositifolium) je drobná kvetoucí bylina z čeledi lomikamenovitých (Saxifragaceae).

## Popis
Tento druh se vyznačuje plazivým růstem a mírně chlupatými, čtyřhrannými stonky. Jeho listy vyrůstají vstřícně ve dvojicích a mají okrouhlý až podlouhlý tvar s tupě zubatým okrajem. Drobné květy, dosahující velikosti 3 až 4 mm, jsou nenápadné a obklopené nápadnými žlutozelenými listeny, které je vzhledově zastupují.
Období kvetení spadá od března do července.

## Rozšíření a stanoviště
Lomikámen vstřícnolistý je původní rostlinou Evropy (včetně Belgie, bývalého Československa, Dánska, Francie, Německa, Velké Británie, Irska, Itálie, Nizozemska, Norska, Polska, Portugalska, Španělska, Švédska, Švýcarska a bývalé Jugoslávie). První vědecký popis tohoto druhu pochází z roku 1753 od Carla Linného. Zajímavostí je jeho schopnost růstu i při velmi nízké intenzitě osvětlení, až do 24 luxů.
Preferuje vlhká a stinná stanoviště, typicky se vyskytuje podél potoků nebo ve vlhkých lesních porostech.

## Galerie

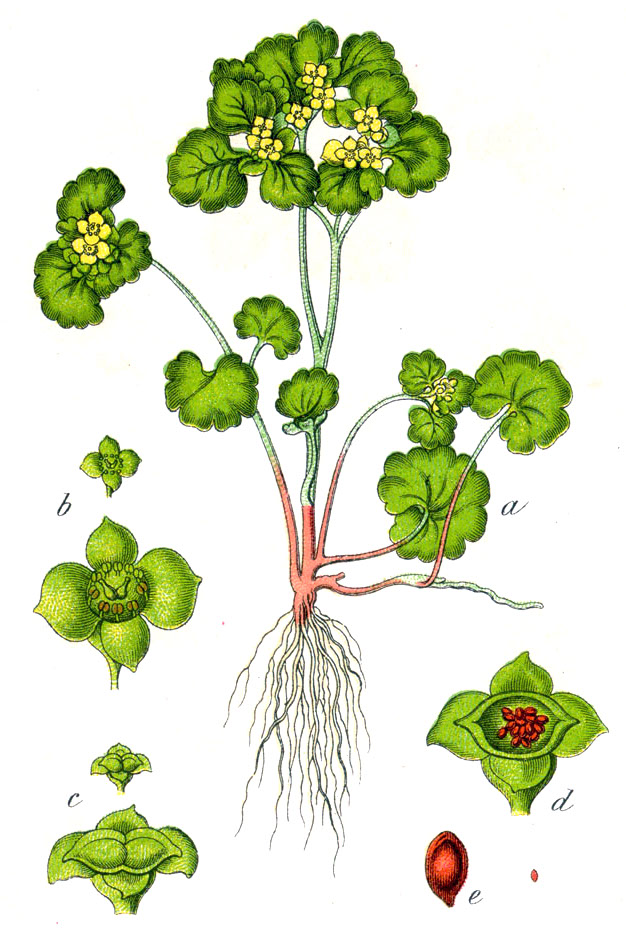
ilustrace
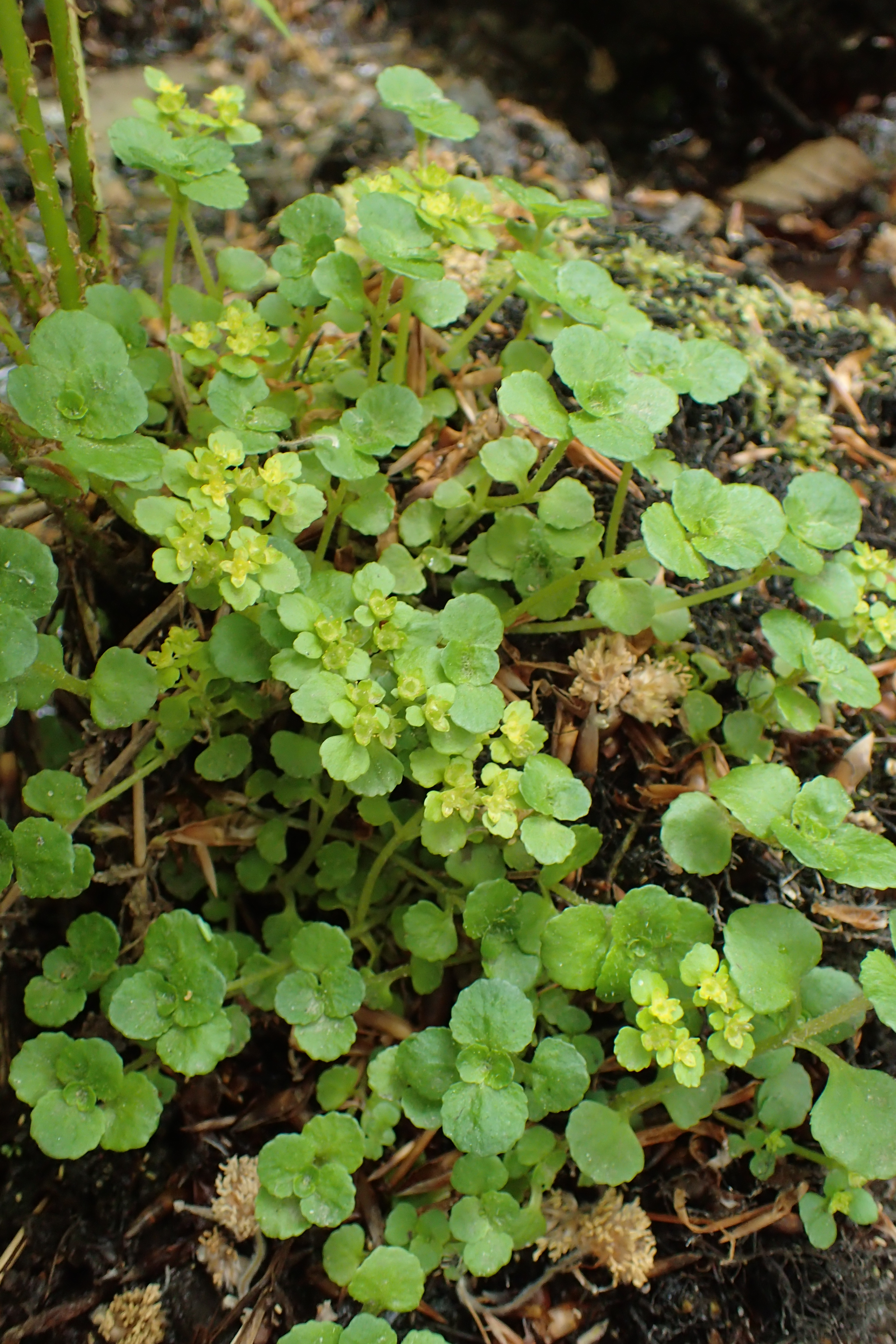
Mokrýš vstřícnolistý
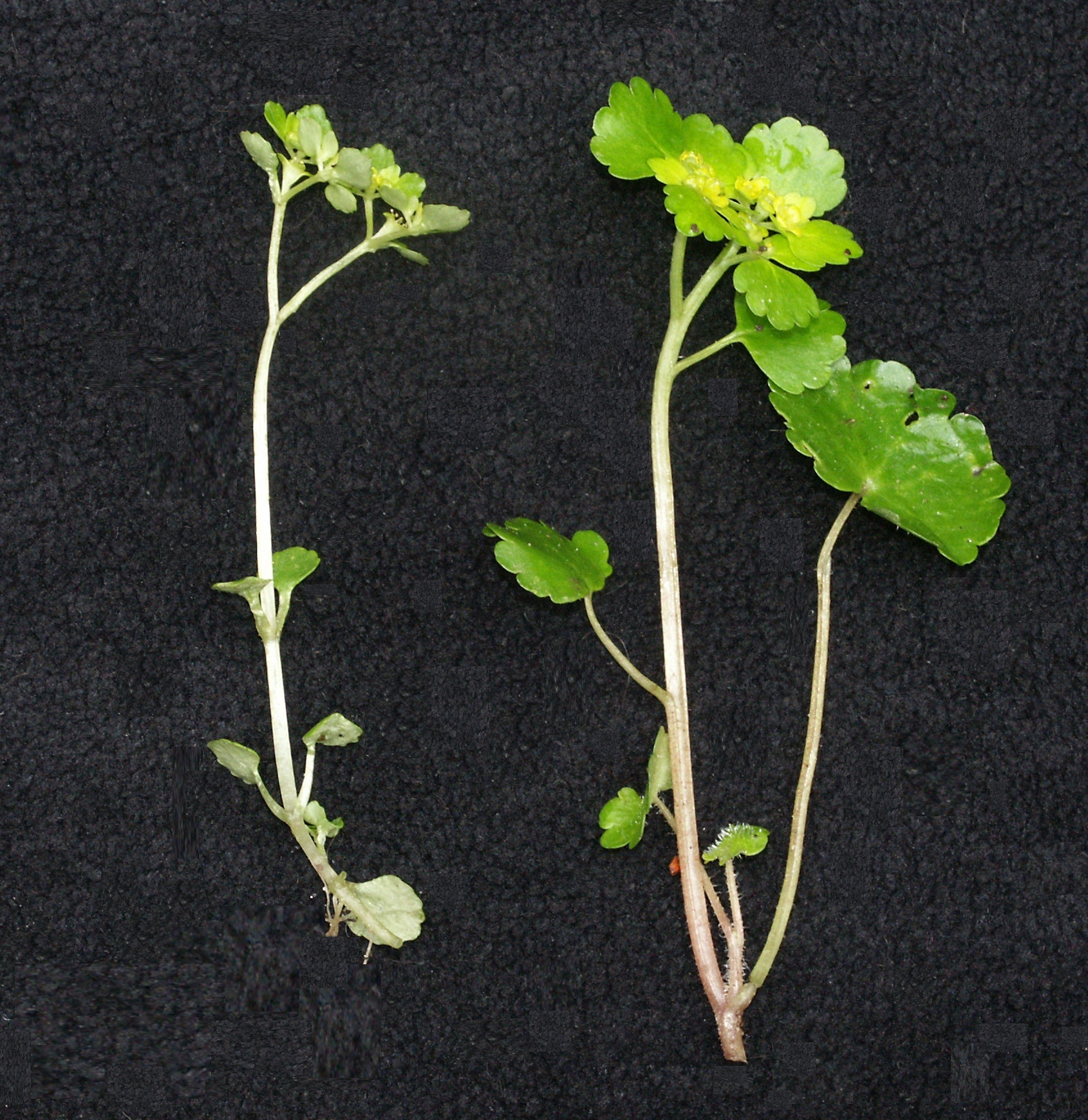
Porovnání mokrýšů: vlevo Mokrýš vstřícnolistý, vpravo Mokrýš střídavolistý